# تجنيد إجباري

ليس لديها قوات مسلحة
حاليا لا يوجد تجنيد إجباري
مشروع نظام نشط، لكن أقل من 20% من جميع الفئات العمرية مضطرون للتجنيد
خطة لإلغاء التجنيد من قبل الحكومة الحالية
التجنيد الحالي مستمر
لا يوجد معلومات

التجنيد الإجباري هو طريقة لاختيار الرجال، وفي بعض الأحيان النساء، للخدمة العسكرية الإلزامية. ويسمى أيضًا التجنيد الإلزامي أو الخدمة الوطنية، وعادةً، يتم التجنيد الإجباري بمجرد انتهاء الدراسة، فيخدم المجندون لمدة تتراوح بين عام واحد وثلاثة أعوام. استخدمت كثير من الدول التجنيد الإجباري في وقت الحرب، ولكن عددًا قليلاً من الدول استخدمته أثناء فترات السلم. وقد استغنت عنه دول مثل، الولايات المتحدة الأمريكية وبريطانيا وأستراليا ونيوزيلندا والهند وباكستان. كما أن دولاً أخرى كثيرة، وخصوصًا في أوروبا، قد خفضت مدد الخدمة. وقد أدخلت بعض البلدان العربية نظام التجنيد الإجباري في أواخر القرن العشرين.
عُرف التجنيد الإجباري في أوروبا لأكثر من 2000 عام. فقد دعمت اليونان القديمة وروما الجيوش العاملة بالمجندين من الرجال في زمن الحرب. وفي العصور الوسطى، وضعت كثير من المدن في إنجلترا وفرنسا فرقًا مُدربة من أجل حماية هذه المدن. وقد بدأ أول تدريب عسكري إلزامي على نطاق واسع في سويسرا في القرن السادس عشر الميلادي. وجَند ملك السويد جوستافوس أدولفوس الرجال في القرن السابع عشر الميلادي، كما بدأت فرنسا نظام التجنيد في القرن الثامن عشر الميلادي. وفي خمسينيات القرن التاسع عشر الميلادي، أدخلت بروسيا مشروع التجنيد المحدود. وبمقتضاه يتم اختيار نخبة قليلة من المجندين لتتعلم مبادئ الإجراءات العسكرية لمدة عام، وبعد ذلك تُنقل إلى قوات الاحتياط. وقد أعيد إدخال هذا النظام بوساطة هتلر في أثناء المراحل الأولى لإعادة التسليح الألمانية في منتصف ثلاثينيات القرن العشرين.
وتوسعت كل من فرنسا وروسيا والمجر النمساوية في التجنيد الإجباري مع اندلاع الحرب العالمية الأولى. وكسرت بريطانيا تقليدًا قويا للخدمة العسكرية التطوعية عندما بدأت نظام التجنيد الإجباري في عام 1916. وحث التهديد بالتجنيد الإجباري الكثير من الأيرلنديين إلى الدخول في تمرد مسلّح ضد الحكم البريطاني. ومنذ أن أصبحت جمهورية أيرلندا دولة مستقلة، فإنها لم تفكر أبدًا في إدخال نظام التجنيد الإلزامي.
وفي الحرب العالمية الثانية، استخدمت كل الدول المتحاربة نظام التجنيد الإجباري بصورة واسعة. وفي عام 1957، كانت المملكة المتحدة أول قوة أوروبية تتخلى عن نظام الخدمة الوطنية. وسرعان ماخفض معظم أعضاء حلف شمال الأطلسي الآخرين من أعداد ومدة خدمة التجنيد الإجباري. وفي عام 1991، أصبح التجنيد الإجباري في روسيا، الذي كان يومًا ما ذا أهمية بالنسبة للنظام الشيوعي، غير رائج. وقد رفض كثير من الجنود القادرين على حمل السلاح التقدم لأداء الواجب. ويخدم المجندون في الجيش لمدة عامين، وفي البحرية لمدة ثلاثة أعوام. وهم يسجلون أسماءهم في سن السابعة عشرة ويتم استدعاؤهم بعدها بعام واحد.
مارست نيوزيلندا التجنيد الإجباري بين عامي 1901 و1930. واعتمدت أستراليا على المتطوعين في الحرب العالمية الأولى. وأدخلت الدولتان التجنيد الإلزامي في الحرب العالمية الثانية على الرغم من أن أستراليا اكتفت بإرسال متطوعين للخدمة في أوروبا وشمال إفريقيا. التزمت نيوزيلندا التجنيد الإلزامي في معظم الخمسينيات والستينيات من القرن العشرين وألغته اعتبارًا من عام 1973. وكان لدى أستراليا تجنيد عسكري إجباري في الفترة بين عامي 1951 و1957، ونظام للاقتراع ما بين 1957 و1959 و1964 و1972. ويعود تاريخ التجنيد الإجباري في الولايات المتحدة الأمريكية إلى بدء الثورة الأمريكية وكان يتم سحب رجال المليشيا (جند الطوارئ) بمعرفة كل ولاية على حدة من أجل محاربة البريطانيين. واستخدم الجانبان في الحرب الأهلية الأمريكية التجنيد الإجباريّ في أثناء الحروب الرئيسية في القرن العشرين. وأصبح النظام الانتقائي لإلحاق الناس في الخدمة العسكرية أمرًا غير شائع في الستينيات والسبعينيات من القرن العشرين في أثناء حرب فيتنام الطويلة. وأُلغي التجنيد الإجباري في عام 1973. وفي عام 1981، وضعت قائمة احتياطية يمكن الاستعانة بها، إذا ما قررت الحكومة أن تعيد نظام التجنيد الإجباري في أوقات الحرب.

## جدالات ضد التجنيد الإجباري

### التحيز الجنسي
ينتقد النسويون وغيرهم من المعارضين للتمييز ضد الرجال التجنيد العسكري الإجباري، والخدمة العسكرية الإلزامية على اعتبار ذلك تمييزًا على أساس الجنس.
يقول النسويون إن التجنيد العسكري الإجباري هو تمييز على أساس الجنس لأنهم يرَون أن الحروب تخدم مصالح السلطة الأبوية، وأن الجيش هو مؤسسة تُميز على أساس الجنس، وأن تجنيد الرجال يجعل العنف بين الرجال أمرًا مقبولًا اجتماعيًا. كان النسويون منظمين ومشاركين في مقاومة التجنيد الإجباري في العديد من البلدان.
انتُقِدَ التجنيد الإجباري أيضًا عبر التاريخ لاقتصار التجنيد على الرجال فقط. يجب على الرجال الذين يختارون عدم المشاركة في الخدمة العسكرية عادةً أداء خدمة بديلة، مثل خدمة المجتمع في النمسا وسويسرا، في حين أن النساء لسن ملزمات بذلك.

### العبودية اللاطوعية
يعارض الليبراليون الأمريكيون التجنيد الإجباري ويدعون إلى إلغاء نظام الخدمة الانتقائية، معتقدين أن انخراط الأفراد في القوى المسلحة هو «عبودية لا طوعية». يقول رون بول المرشح الرئاسي السابق في الولايات المتحدة عن الحزب الليبرالي إن التجنيد الإجباري «يُربَط بشكل خاطئ مع الوطنية، في حين أنه يمثل في الحقيقة العبودية والعبودية اللاطوعية». عارض الفيلسوف آين راند التجنيد الإجباري، قائلًا إن «من بين جميع انتهاكات الدولة المركزية لحقوق الأفراد في إطار الاقتصاد المختلط، فإن التجنيد الإجباري هو أسوؤها. إنه إلغاء للحقوق. ينفي حق الإنسان الأساسي -الحق في الحياة- ويرسخ المبدأ الأساسي لمركزية الدول: إن حياة الإنسان هي ملك للدولة، وإن الدولة قد تطالب بها من خلال إجباره على التضحية بها في المعركة».

في عام 1917، طعن العديد من الراديكاليين واللاسلطويين في عام 1917 ومن ضمنهم إيما غولدمان في مشروع القانون الجديد في المحكمة الفيدرالية بحجة أنه انتهاك مباشر للتعديل الثالث عشر في دستور الولايات المتحدة الأمريكية الذي ينص على حظر العبودية والعبودية اللاطوعية. مع ذلك، أيدت المحكمة العليا بالإجماع دستورية مشروع القانون في قضية آرفر ضد الولايات المتحدة في السابع من يناير من عام 1918. وقال القرار إن الدستور يعطي الكونغرس سلطة إعلان الحرب وجمع الجيوش ودعمها. أكدت المحكمة على مبدًا الحقوق والواجبات المتبادلة للمواطنين:
«قد لا يكون هنالك شك في أن مفهوم وجود حكومة عادلة في واجباتها تجاه المواطن ينطوي على التزام المواطن في المقابل بواجبه في أداء الخدمة العسكرية عند الحاجة وامتلاك الحكومة الحق في الإجبار».

### الاقتصاد
يمكن القول في ما يتعلق بنسبة التكاليف إلى الفائدة، إن التجنيد الإجباري في أوقات السلم ليس مجدٍ. تُطرَح الأشهر والسنوات التي يقضيها الأشخاص ذوي القدرات والمؤهلات في الخدمة من إنتاجية الاقتصاد، بالإضافة إلى تكلفة تدريبهم، وتكلفة المبالغ المالية التي تُدفَع لهم في بعض البلدان. بالمقارنة مع تلك التكاليف الباهظة، قد يقول البعض إن الفائدة منها ضئيلة للغاية، وإذا كانت هناك حرب في أي وقت من الأوقات فإن التجنيد الإلزامي والتدريب الأساسي يمكن إكماله بسرعة، وفي جميع الأحوال، ليس هنالك تهديد كبير باندلاع الحرب في معظم الدول التي تُطبق التجنيد الإجباري. يُلزَم كل مقيم ذكر في الولايات المتحدة بموجب القانون بالتسجيل في نظام الخدمة الانتقائية في غضون 30 يومًا بعد اتمامه عامه الثامن عشر وأن يكون متاحًا للخدمة الإلزامية، غالبًا ما يُنجَز ذلك بشكل تلقائي عبر إدارة السير أثناء الحصول على رخصة القيادة أو عن طريق تسجيل الناخبين.

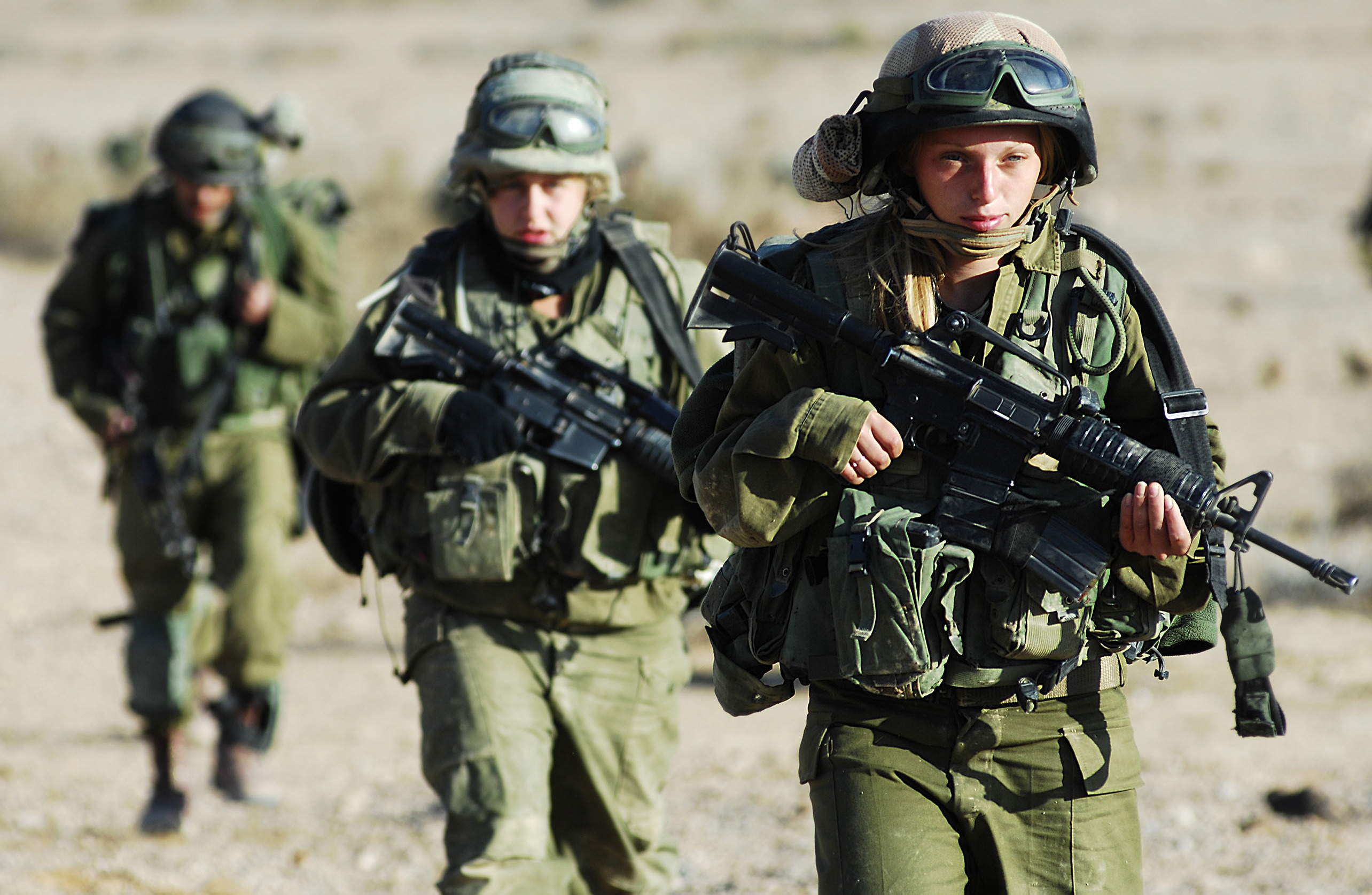
مجندات إسرائيليات.

## سحب النساء
على مر العصور، لم تجند النساء في القوات المسلحة إلا في عدد محدود جدًا من البلدان، بالمقابل، كان التجنيد الإجباري للذكور أمرًا شائعًا. رأت الآراء التقليدية في الخدمة العسكرية اختبارًا للرجولة، وطقسًا من طقوس الانتقال من مرحلة الصبا لمرحلة الرجولة.
في الوقت الحاضر، هناك بعض الدول التي تجند النساء بشكل فعلي في الخدمة العسكرية، وهي بوليفيا، وتشاد، وإريتريا، وإسرائيل، وموزمبيق، والنرويج، وكوريا الشمالية، والسويد.
أدخلت فنلندا نظام التجنيد الطوعي للإناث في عام 1995، ما أعطى النساء اللاتي تتراوح أعمارهن بين 18 و29 عامًا الحق بإكمال خدمتهن العسكرية جنبًا إلى جنب مع الرجال.
اعتمدت النرويج نظام التجنيد الإجباري للإناث في عام 2015، وكانت بذلك أول دولة عضو في حلف الناتو تلزم مواطنيها، من الرجال والنساء، بإتمام الخدمة الوطنية. لكن، وعلى أرض الواقع، لا ينضم للجيش النرويجي إلا المتطوعين المتحمسين للخدمة العسكرية.
اعتمدت السويد نظام التجنيد الإجباري للإناث في عام 2010، لكنه لم يفعل حتى عام 2017، وأصبحت السويد بذلك ثاني دولة أوروبية تجند النساء، وثاني دولة في العالم تجند النساء بنفس الشروط الرسمية المفروضة على الرجال.
يوجد في إسرائيل قوانين خاصة بالتجنيد العام للإناث، لكن، ومن الناحية العملية، يمكن للمرأة في إسرائيل أن تتجنب الالتحاق بالخدمة العسكرية من خلال مطالبتها بالإعفاء الديني، وهو ما تفعله أكثر من ثلث النساء الإسرائيليات.
يسمح القانون السوداني بتجنيد النساء، إلا أن هذا الأمر لا يطبق على أرض الواقع. في المملكة المتحدة، خلال الحرب العالمية الثانية، وابتداءً من عام 1941، أُدخلت النساء في نطاق التجنيد الإجباري. لكن، ونظرًا لإعفاء جميع النساء اللاتي يعلن أطفالًا واللاتي يعمل بشكل غير رسمي في وظائف معينة كالتدريس والتمريض، كان عدد النساء المجندات قليلًا نسبيًا.
في الاتحاد السوفيتي، لم توضع أي قوانين للتجنيد الإجباري للنساء. مع ذلك، ساهمت النسبة العالية للمدنيين المتضررين من الحرب العالمية الثانية بعد الغزو الألماني، إلى جانب الاضطرابات الاجتماعية الشديدة التي شهدتها البلاد، في جذب العديد من المتطوعين للمشاركة بما أطلق عليه «الحرب الوطنية العظمى». كان من الممكن في الاتحاد السوفييتي تجنيد الأطباء من كلا الجنسين بصفتهم ضباطًا. ألزم نظام التعليم الجامعي السوفيتي طلاب قسم الكيمياء من كلا الجنسين باتباع وإكمال دورة تدريبية خاصة في أسلحة الدمار الشامل، وكان من الممكن للنساء اللواتي أتممن الدورة أن يجندن كضباط احتياط في أوقات الحرب. اقتربت الولايات المتحدة الأمريكية من تجنيد النساء في صفوف فيلق الممرضين خلال تخطيطها لغزو اليابان.

في عام 1981، رفع عدة رجال في الولايات المتحدة الأمريكية دعوى قضائية للمحكمة العليا، أُطلق عليها اسم قضية روستكر ضد غولدبرغ، زعموا فيها بأن قانون الخدمة الانتقائية لعام 1948 ينتهك شرط الإجراءات القانونية في التعديل الخامس للدستور الأمريكي من خلال اشتراطه تسجيل الرجال فقط في نظام الخدمة الانتقائية. تمسكت المحكمة العليا في نهاية الأمر بالقانون، وصرحت ما يلي: 
«استندت حجة سحب النساء للخدمة الإلزامية إلى اعتبارات الإنصاف، ولكن يحق للكونغرس، من خلال ممارسة سلطاته الدستورية، التركيز على مسألة الحاجة العسكرية بدلًا من مسألة تحقيق 'المساواة'».
في تايوان، وبتاريخ 1 أكتوبر 1999، اعتبر اليوان القضائي لجمهورية الصين في التفسير رقم 490 أن الفروق الجسدية بين الذكور والإناث وتمايز الأدوار في وظائفهم الاجتماعية وفي حياتهم لن تجعل من سحب الرجال فقط انتهاكًا لدستور جمهورية الصين. لا تجند النساء في تايوان، ويعفى المتحولون جنسيًا من الخدمة العسكرية.

## معارضة الخدمة العسكرية
معارض الخدمة العسكرية هو فرد تتعارض معتقداته الشخصية مع الخدمة العسكرية أو، في بعض الأحيان، مع أي دور يمكن القيام به في القوات المسلحة. يتمتع معارضو الخدمة العسكرية في بعض البلدان بوضع قانوني خاص يعدل من واجباتهم التجنيدية. فعلى سبيل المثال، سمح القانون السويدي (مع إعادة اعتماد التجنيد الإجباري) لمعارضي الخدمة العسكرية باختيار الخدمة في أفرع «خالية من السلاح»، كتلك الخاصة بإطفاء الحرائق في المطارات، أو قسم التمريض، أو قسم الاتصالات أو غيرها.
تعد أسباب رفض الخدمة العسكرية متنوعة، إذ يعترض بعض الناس على الخدمة العسكرية لدوافع دينية. على وجه الخصوص، يعد أعضاء كنيسة السلام التاريخية سلاميون مناهضون للحرب والعنف، ويرفض شهود يهوه الانخراط بالقوات المسلحة لإيمانهم بوجوب أن يكون المسيحيون محايدون في الصراعات الدولية، وذلك مع أنهم ليسوا من الملتزمين بالدعوة للسلام.

## حسب الدولة

### النمسا
من الممكن في جمهورية النمسا تجنيد جميع المواطنين الذكور الذين لم تتجاوز أعمارهم الخامسة والثلاثين للحصول على تدريب عسكري أساسي مدته ستة أشهر في القوات المسلحة النمساوية. ويجبر من يرفض الالتحاق بهذا التدريب على القيام بأعمال مرتبطة بالخدمة المجتمعية لمدة تسعة أشهر متواصلة.

### بلجيكا
ألغت بلجيكا التجنيد الإجباري في عام 1994. وأنهى آخر المجندين الذين أجبروا على الالتحاق بالخدمة العسكرية في شهر فبراير 1995. حتى تاريخ كتابة هذا المقال (عام 2019)، تؤيد أقلية صغيرة من المواطنين البلجيكيين فكرة العمل بقانون جنيد للتجنيد العسكري يسمح فيه بمشاركة الرجال والنساء على حد سواء.

### بلغاريا
حتى انتهاء العمل بقانون التجنيد الإلزامي في عام 2008، كان القانون في بلغاريا يجبر جميع الذكور الذين أتموا الثامنة عشر من عمرهم على الالتحاق بالخدمة العسكرية. بسبب النقص في تعداد العساكر في الجيش بحوالي 5500 جندي، أعرب بعض أعضاء الائتلاف الحاكم السابق، أشهرهم كراسيمير كاراكاشانوف، عن دعمهم لعودة الخدمة العسكرية الإلزامية. أسفرت معارضة هذه الفكرة من حزب مواطنون من أجل التنمية الأوروبية في بلغاريا إلى التوصل، في عام 2018، إلى حل وسط يمكن من خلاله للمواطنين الشباب التطوع في الجيش لمدة تتراوح بين 6 و9 أشهر مقابل الحصول على الحد الأدنى من الأجر، بدلًا من إجبارهم على الالتحاق بالخدمة العسكرية. مع ذلك، لم يتم الاستمرار بالعمل على تطبيق هذا الحل.

### كمبوديا
لم يشمل القانون الكمبودي، منذ توقيع اتفاقية السلام في عام 1993 في البلاد، أي قوانين خاصة بالتجنيد الإجباري. رفضت جمعية كمبوديا الوطنية مرارًا إعادة العمل بقوانين الخدمة العسكرية الإلزامية لما سببته من استياء شعبي. مع ذلك، أعيد تطبيق هذه القوانين في شهر نوفمبر من عام 2006. تعد الخدمة العسكرية في كمبوديا اليوم إلزامية لجميع الذكور الذين تتراوح أعمارهم بين 18 و 30 سنة (35 سنة في بعض المصادر)، إلا أنه لا يجند إلا ما نسبته 20% من هؤلاء، في خضم تقليص ما تمر به البلاد من تطبيق لسياسة تقليص حجم القوات المسلحة.